# Liste der Monuments historiques in Buschwiller
Die Liste der Monuments historiques in Buschwiller führt die Monuments historiques in der französischen Gemeinde Buschwiller auf.

## Liste der Objekte
| Bezeichnung                                        | Beschreibung                                                                                        | Standort                       | Kennzeichnung | Schutzstatus | Datum | Bild |
| -------------------------------------------------- | --------------------------------------------------------------------------------------------------- | ------------------------------ | ------------- | ------------ | ----- | ---- |
| Skulptur Heiliger Martin                           | Holz, farbig gefasst, 18. Jahrhundert                                                               | in der Kirche St-Martin (Lage) | PM68001040    | Inscrit      | 1984  |      |
| Hauptaltar                                         | Altartisch und Retabel; Holz und Stuck; Retabel 1690 von Johann Friedrich Buol; Altartisch von 1886 | in der Kirche St-Martin (Lage) | PM68000043    | Classé       | 1981  |      |
| Osterleuchter                                      | Holz, farbig gefasst und vergoldet, 18. oder 19. Jahrhundert                                        | in der Kirche St-Martin (Lage) | PM68001038    | Inscrit      | 1987  |      |
| Skulpturengruppe Heiliger Joseph mit dem Jesuskind | Holz, farbig gefasst und vergoldet, vermutlich aus dem 18. Jahrhundert                              | in der Kirche St-Martin (Lage) | PM68001039    | Inscrit      | 1987  |      |